# Кастањета (Модена)
Кастањета је насеље у Италији у округу Модена, региону Емилија-Ромања.
Према процени из 2011. у насељу је живело 17 становника. Насеље се налази на надморској висини од 738 м.